# Atriumsiedlung Bogenhausen

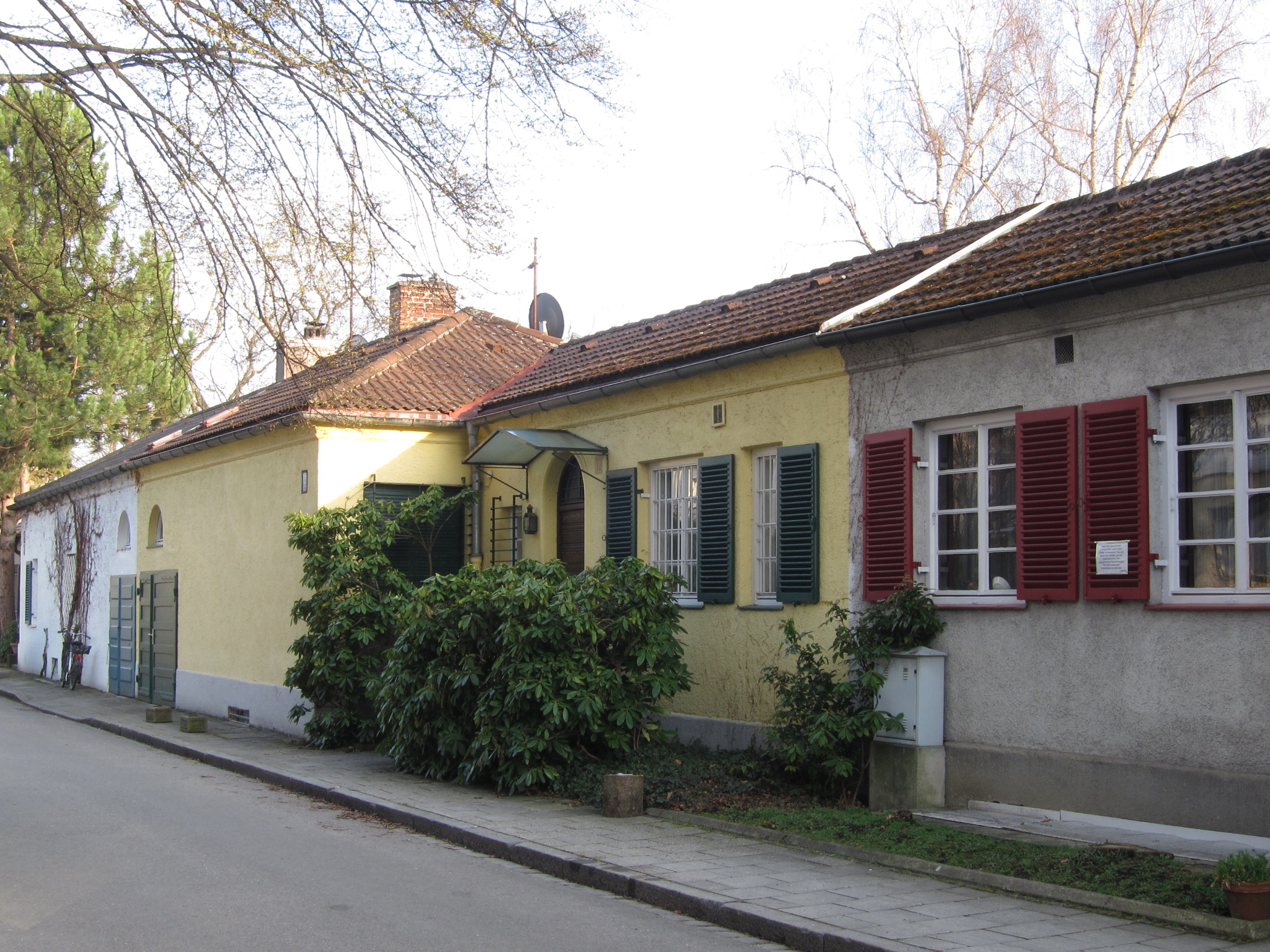
Häuser der Atriumsiedlung an der Neufahrner Straße.

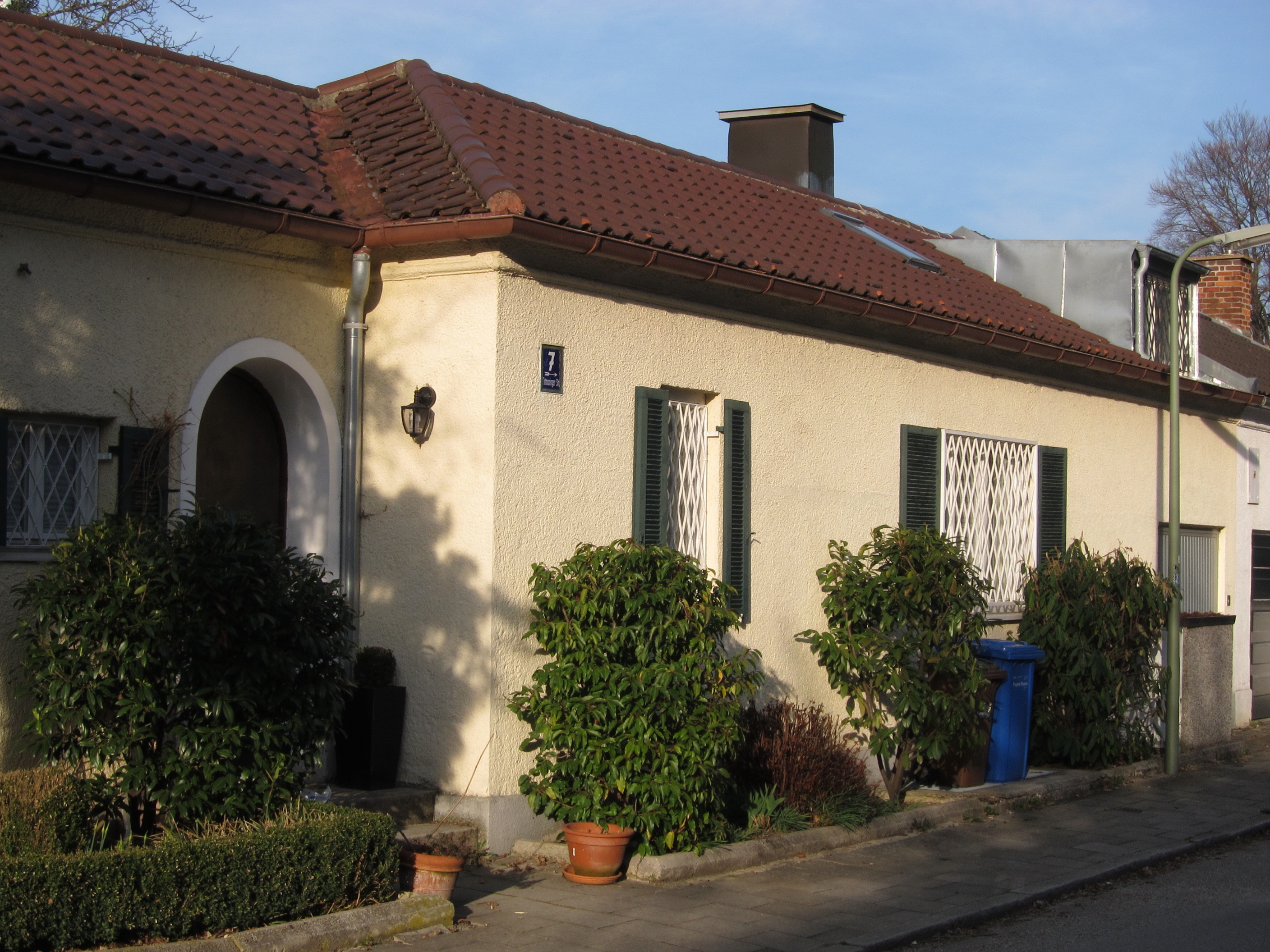
Haus der Atriumsiedlung an der Tittmoninger Straße.

Die Atriumsiedlung ist ein Wohngebiet in München-Bogenhausen.
Die Siedlung entstand ab 1932 in der Gegend, wo die Delpstraße (früher: Wasserburger Straße) auf die Denniger Straße trifft. Architektonisch orientierten sich die Häuser an römischen Häusern, indem sie ebenerdig und ohne Treppen errichtet wurden. Auf einem quadratischen Grundstück stoßen zwei Trakte bei jedem Bauwerk aufeinander. Gartenmauern begrenzen die dritte und vierte Seite und bilden damit das Atrium jedes Hauses. Darüber hinaus wurden in diesem Viertel neben der Evangelisch-Lutherischen Dreieinigkeitskirche auch die katholische Pfarrkirche Heilig Blut erbaut, die 1934 eingeweiht wurde.